# Luis Bellido Falcón
Luis Enrique Bellido Falcón (Ciudad de México, 15 de julio de 1903 – Madrid, 14 de julio de 1980) fue comediógrafo, actor y director de escena. Era hijo de Luis Bellido Hortelano, empresario teatral, y Úrsula Falcón Quintero (Úrsula López), cantante y empresaria de zarzuela y variedades.
También fue dibujante, pintor y caricaturista, pero todo esto, por afición, como distracción en sus ratos de ocio.

## Primeros años y estudios
Nació en México, pero a los seis años de edad, la familia se trasladó a Madrid donde, su madre, Úrsula, había sido contratada por el Teatro de la Zarzuela de la capital española. Cursó estudios en el Liceo Francés de Madrid y comenzó a estudiar la carrera de Derecho, aunque abandonaría un año antes de terminarla, para dedicarse a escribir.

## Primeras producciones
En 1923, publicó un monólogo titulado Yo quiero mi lanza  en colaboración con José L. de Lerena, editado por la Sociedad de Autores Españoles. En años sucesivos, siguió escribiendo diferentes obras, más abajo reseñadas, siendo estrenadas en diversos teatros. Constan registrados por él en la SGAE más de cuarenta títulos. También se dedicó a la pintura, óleos, dibujos, acuarelas, caricaturas con una extensa producción, aunque de forma totalmente amateur. El autorretrato que ilustra este artículo, es una muestra de su trabajo.  

## Actor y director
Ocasionalmente, en una compañía teatral le pidieron sustituir a un actor, y así comenzó con su prestigiosa carrera en la escena que ya duraría toda su vida. Durante la década de 1940 formó parte de la Compañía de Enrique Rambal (padre).
A finales de diciembre de 1946, con la Compañía del Maestro Federico Moreno Torroba viajó a México, donde, en el Teatro Arbéu, brindaron una brillante y larga temporada, con títulos como Maravilla, La del manojo de rosas, El caserío, Xuanón, El cantar del arriero, La Caramba, La boda del señor Bringas, La del soto del Parral, etc. Figuraban en la compañía Pepita Embil, Marianela Barandalla, Tomás Álvarez, Plácido Domingo Ferrer, Charito Leonís, y Francisco Bosch, entre otros. En octubre de 1947, la compañía se trasladó a Cuba, donde actuaron en el Teatro Nacional de La Habana y el Teatro Principal de Camagüey entre otros.
De vuelta a España, realizó una gira por toda la geografía nacional con la Compañía de Francisco Bosch, gran barítono, representando numerosos títulos de zarzuela. En el Teatro Apolo de Valencia, el 23 de diciembre de 1948, estrenaron La canción de la huerta, con música de los maestros José Manuel Izquierdo y Jacinto Guerrero, y libro de Rafael Robledo Torres y JulioTorres Ortiz. 
En el Teatro de la Zarzuela de Madrid, con la Compañía de Moreno Torroba,  el 16 de abril de 1949 estrenó como primer actor y director El cantar del organillo, zarzuela de dicho autor con libreto de Luis Fernández Ardavín, figurando también en el reparto Marianela Barandalla, Elsa del Campo, Pedro Terol y Antonio Medio. 
Pasó a formar parte de la Compañía Lírica Nacional dirigida por el maestro Jacinto Guerrero, en el Teatro Albéniz de Madrid y en ese mismo escenario, tras el fallecimiento de tan gran autor, el 16 de noviembre de 1951 estrenó su obra póstuma El canastillo de fresas, con libro de Guillermo y Rafael Fernández Shaw y cuya orquestación tuvieron que hacer varios maestros debido al repentino deceso de Guerrero.
El 4 de julio de 1952, con la Compañía de Revistas del Maestro Antonio Cabrera, estrenó y dirigió en el Teatro de la Comedia de Madrid, Día y noche de Madrid, con libreto de Pedro Llabrés y del propio Cabrera, autor también de la música, con gran éxito de crítica y público. El 4 de septiembre de 1953, con la misma compañía, estrenaron en el Teatro Fuencarral de Madrid, la revista Una mentira nada más, original de José A. Prada y Joaquín Gasa, con música también de Antonio Cabrera. Esta obra ya había superado 500 representaciones por toda España, antes de ser presentada en Madrid.
El 4 de mayo de 1960, en el Teatro Cómico de Barcelona, con la Compañía Ruperto Chapí  bajo la dirección de Rafael Richard, encarnó al "Don Hilarión" de La verbena de la Paloma. Posteriormente se incorporó a la Compañía Lírica Encarnación Ruiz con Antón Navarro y, tras una gira por España, se presentó en el Teatro Maravillas de Madrid La del manojo de Rosas, con música del Maestro Pablo Sorozabal.
En 1960 ingresa en la Compañía del maestro César de Mendoza Lasalle, como primer actor y director con Katiuska. En esta obra se presentaba el barítono Francisco Kraus, figurando también en el reparto el tenor Enrique del Portal. Posteriormente, se incorpora a la Compañía el también barítono Renato Cesari y el tenor de Elda, Evelio Esteve. Luego le siguieron La tabernera del puerto, La bruja, y otras obras del repertorio, hasta el 8 de enero de 1962, continuando con una prolongada gira por España.
Francisco Kraus forma su propia compañía en 1962 y se presenta en las Islas Canarias. El Diario de Las Palmas de 18 de mayo de 1962 publica una entrevista con "Luis Bellido, primer actor y director escénico de la Compañía de Zarzuela de Paco Kraus". Recorren luego toda la geografía española. Posteriormente, Bellido pasa a formar parte de la Cía. de género chico del empresario José de Luna, haciendo una brillante campaña en el Teatro de la Zarzuela de Madrid. 
En 1963, viaja a Buenos Aires y Montevideo, actuando en diversos teatros y en televisión.
El Diario Hierro de Bilbao, en su número de 19 de enero de 1965, publica una entrevista ilustrada con una auto-caricatura de Bellido, titulada: Luis Bellido, el Lon Chaney de la Zarzuela. De nuevo se incorpora a la Compañía de José de Luna en gira por la península, llevando en el repertorio la opereta bufa en un acto y dos cuadros Lysistrata, del maestro alemán Paul Lincke, en cuyo reparto figuraban las sopranos María Teresa Paniagua y Paquita Maroto, Raquel Alarcón, la gran actriz Ofelia Zapico, el tenor Enrique del Portal y el barítono Guillermo Palomar. De esta obra dice El Diario Vasco en su número de 10 de febrero de 1965: "El otro triunfador absoluto, fue el notable actor y director de la compañía Luis Bellido que imprimió la caricatura adecuada al general Temístocles".
En enero de 1966, en el Teatro Arriaga de Bilbao y en marzo del mismo año, en el Principal de San Sebastián, la compañía de Luna repone la obra Mari-Eli, de Carlos Arniches y Eloy Garay, con partitura de Jesús Guridi. Vuelve Luis Bellido, con esta compañía, al Teatro de la Zarzuela de Madrid para realizar la temporada estival de "género chico". En noviembre con la Compañía Titular del Teatro de la Zarzuela, la reposición de La del Soto del Parral, de los maestros Soutullo y Vert y libro de A. Carreño y Luis Fernández de Sevilla, con la gran soprano Mari Carmen Ramírez, el barítono Pedro Farrés, el tenor Francisco Saura, Andrés García Martí, los cómicos Amparo Madrigal y Fernando Aranda, todos bajo la batuta del maestro Jorge Rubio. 
Luis Bellido con la compañía del incansable empresario José de Luna, en gira por España y en la temporada veraniega del Teatro de la Zarzuela, estrenan en este coliseo el sainete lírico en dos actos El amor no tiene edad, el 1 de julio de 1967 con libreto de Federico Romero y música de Chueca y Valverde, adaptada e instrumentada por el maestro Daniel Montorio. Sus principales intérpretes, además de Luis Bellido, fueron Maruja Boldoba, Paquita Maroto, Antonio Martelo y Enrique del Portal. El niño judío, La revoltosa, El pobre Valbuena, La chiquita piconera, son algunos de los títulos presentados en la temporada de 1967. En el siguiente año, presentan en el Teatro San Fernando  de Sevilla, el sainete lírico La turista dos millones, con libro de Luis Tejedor y Enrique Bariego y partitura del maestro Antonio García Cabrera, que ya se había estrenado en San Sebastián, Teatro Principal, el 9 de febrero de 1968. 
Nueva gira por América con la compañía de Faustino García, presentando entre otras obras, La perrichola, de Juan Ignacio Luca de Tena y Moraleda, En el balcón de Palacio, del maestro Romo, La fama del tartanero y La canción del Ebro, de Guerrero, El último romántico, de Soutullo y Vert, Juan Blas del maestro Rivera. En el teatro Cariola de Santiago de Chile, presentan en septiembre la opereta La danza de las libélulas de Franz Lehár, con Olga Marín, Noemí del Real, María Antonia Rey, Enrique del Portal, Luis Bellido, Fernando Hernández y Julio Oller. En Cali (Colombia), reponen la opereta de Oscar Straus, El encanto de un vals, La Casta Susana, Las Leandras, figurando en la Compañía, la soprano colombiana Zoraida Salazar, el tenor Luis Quirós, Nena Marín, Fernando Hernández y José Luis Cancela, entre otros.
En 1971, sigue en las Américas, esta vez con la Compañía de Dionisio Riol, en Lima, Trujillo, Piura, Chiclayo, Bogotá, Cali, Medellín etc., con el barítono Juan Antonio Domplablo, representando además del repertorio habitual, Las corsarias del granadino maestro Francisco Alonso. Esta obra se puede considerar uno de los grandes éxitos de Luis Bellido, en su personaje de Fray Canuto, hasta el punto de que se le nombraba así en toda la prensa americana. 
Bellido regresa a España y, tras un largo descanso, actúa en el Teatro Lara con obras del repertorio y, en octubre de 1975, debuta en el teatro Muñoz Seca de Madrid, junto a Maruja Boldoba, para incorporar de nuevo a este Fray Canuto, siendo ésta la última vez que pisó las tablas. Fallece en 1980 tras una larga enfermedad.

## Obras selectas
- El banco de la paciencia ó Cien años de abstinencia,[15] humorada cómico-lírica en un acto, en colaboración con José L. de Lerena y los maestros Rica y Graiño. Estrenada en el Teatro Eldorado el 23 de diciembre de 1924,[16] figuraba en el reparto la célebre actriz La Chelito.
- A quién le toca la china ó La dulce mandarina,[17] también estrenada en el Teatro Eldorado el 27 de marzo de 1925 y con La Chelito en el reparto.
- El perfumista,[18][19] pasatiempo cómico en medio acto, coescrito con José L. de Lerena y con música del maestro José Sama. Fue estrenada en el Teatro del Cisne de Madrid, el 18 de junio de 1926.
- Adán Nieva,[20] humorada vodevilesca, Bellido y Lerena, estrenada en el Teatro Romea de Madrid el 6 de octubre de 1926, con José Moncayo.
- Una chica para todo,[21] de Bellido y Lerena, música de Bertán Reyna y Torcal. Estrenada el 6 de octubre de 1926 en el Teatro Eldorado.
- Un buen regalo,[21] de Bellido y Lerena, música de Bertán Reyna y Torcal. Estrenada en la misma función que la anterior.
- Se subasta una mujer,[22] pasatiempo en un acto, arreglado del catalán por Bellido y Lerena, música del maestro Bódalo, Teatro Eldorado, 14-12-1926, con La Chelito y Bretaño.
- Las pulgas de Benito,[23][24] humorada cómico-lírica en un acto, con música del maestro José Sama, estrenada en el Teatro Eldorado el 16 de septiembre de 1927.
- La pandilla,[25] sainete en dos actos de Bellido y Ramón Bertrán Reyna, con música del maestro Penella. Estrenada en el Teatro Maravillas el 21 de noviembre de 1930.
- El conejo de Indias,[26] de Bellido y Ramón Bertrán Reyna y música del maestro José Sama. Estrenada en el Teatro Maravillas el 13 de noviembre de 1931.
- El gato negro,[27] sainete escrito en colaboración con Fernando Márquez y con música del maestro Olmedo. Fue estrenado en el Teatro Alcalá de Madrid el 26 de marzo de 1941 por la Compañía del Maestro Quiroga. Figuraban en el reparto Pepita Embil, para la que fue su primer estreno en Madrid, Plácido Domingo Ferrer y Antonio Martelo entre otros.
- Dime cómo ríes, monólogo en verso, publicado en Montevideo en 1959 y registrado en la SGAE el 4 de noviembre de 1960.

## Filmografía
- Los cuatro robinsones (1939), película dirigida por Eduardo García Maroto donde interpreta uno de los principales papeles junto a otros grandes actores. La película está basada en la obra homónima de Pedro Muñoz Seca.[28]
- Salto mortal (1962), película dirigida por Mariano Ozores.[29]